# Zegar klapkowy

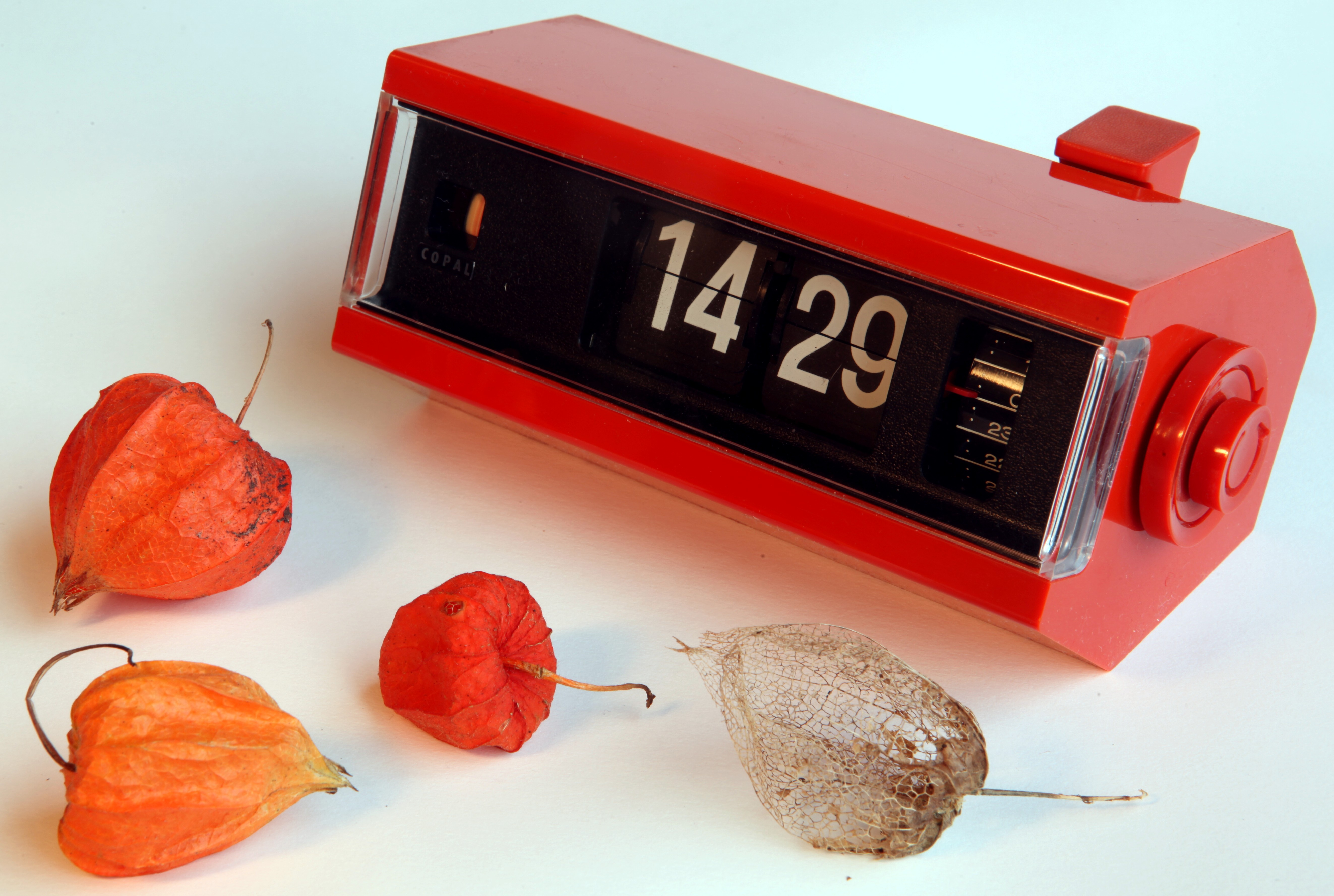
Zegar klapkowy z lat 70.

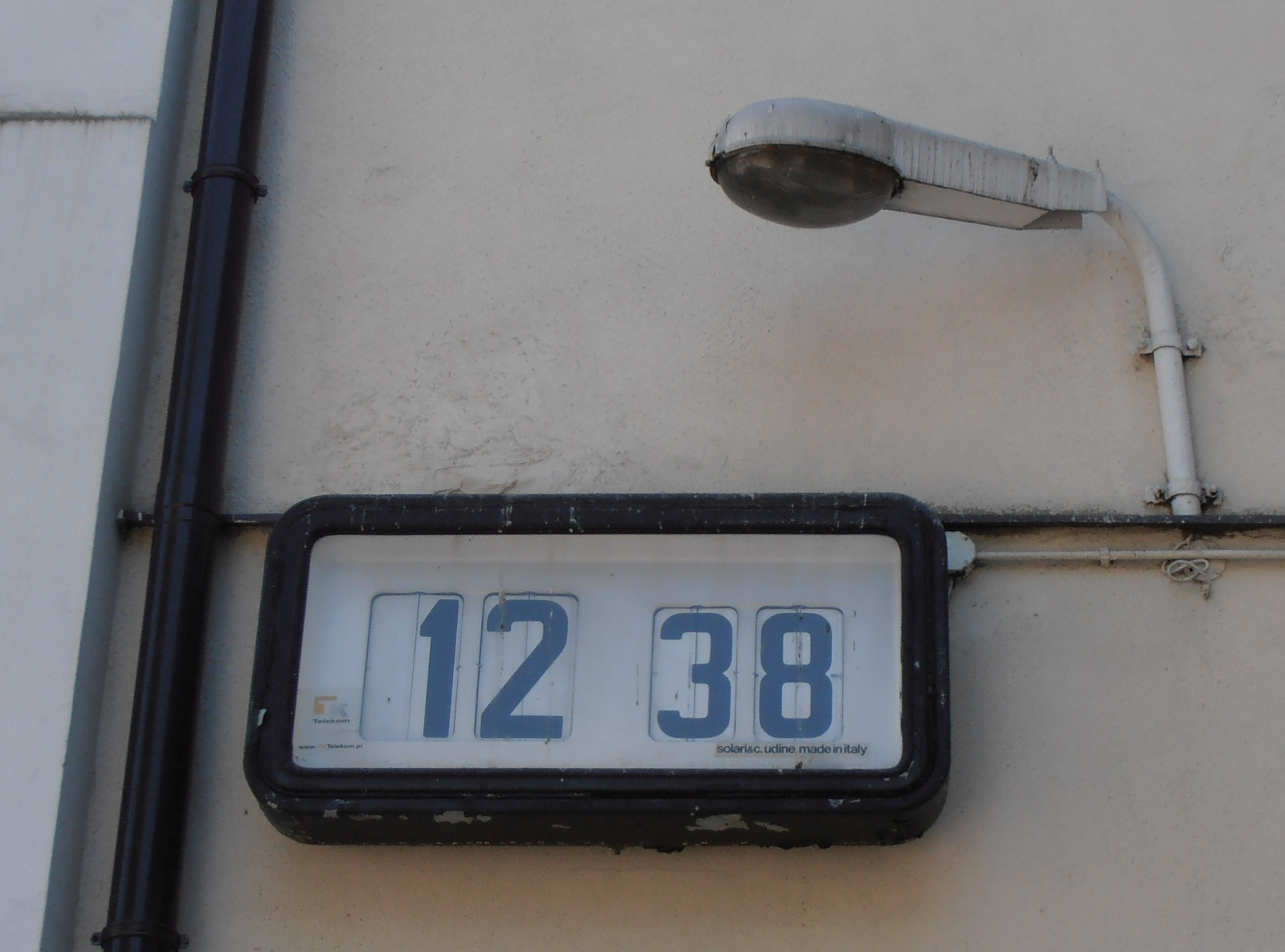
Zegar klapkowy z podświetleniem z lat 60., produkcji włoskiej, zaliczany do klasyki dobrego designu, był używany m.in. na lotnisku Paryż-Orly i na Dworcu Centralnym w Warszawie.

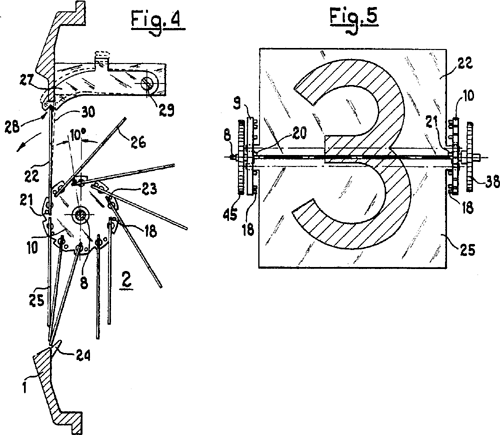
Schemat mechanizmu zegara klapkowego

Zegar klapowy – rodzaj czasomierza korzystającego z mechanizmu klapowego, ze względu na sposób prezentacji czasu jest zaliczany do zegarów cyfrowych.

## Historia zegarów klapowych
Pierwszy zegar klapowy powstał (jako prototyp) w 1903 roku pod nazwą Plato clock i został opatentowany przez Eugene’a L. Fitcha w Nowym Jorku, numer patentu #733,180. Jednak pierwszy model zegara został sprzedany przez Mr. Conrada Huberta, prezesa firmy The American Electrical Novelty and Manufacturing Company w 1904 roku, pod nazwą plate-o w liczbie 40 000 sztuk.

## Zasada działania

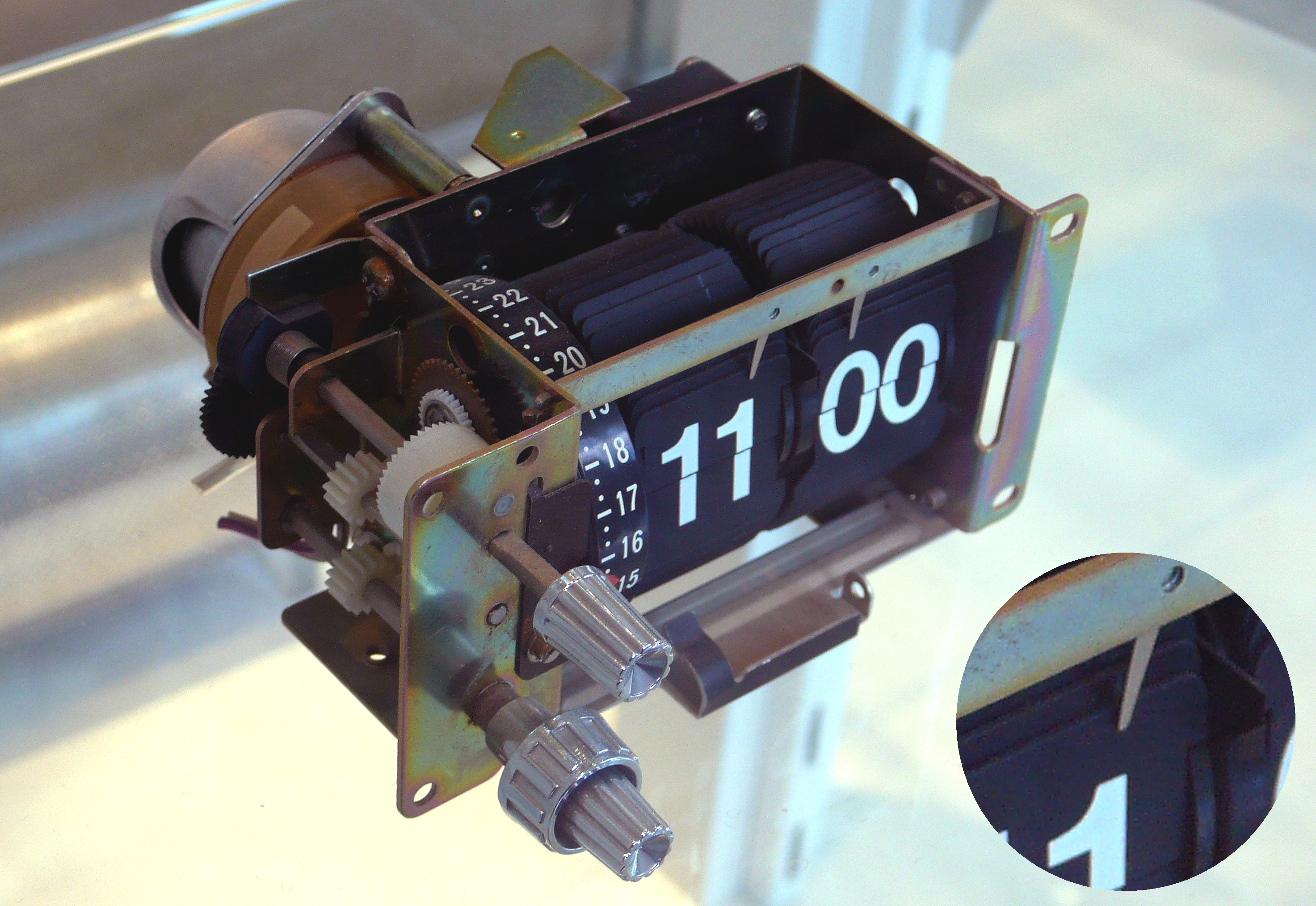
Mechanizm zegara klapkowego z budzikiem z napędem silnikiem elektrycznym synchronicznym

W pierwszych modelach klapki napędzane były za pomocą sprężyny, a przekładnia powodowała przeskok klapek w odpowiednich odstępach czasu. Klapki są zazwyczaj przytrzymywane przez metalowy trzpień. Kolejnym i powszechnie stosowanym rozwiązaniem było zastosowanie silnika elektrycznego synchronicznego zasilanego napięciem z sieci energetycznej. Silnik ten wykonuje obroty zgodnie z częstotliwością napięcia w sieci zasilającej.

## Występowanie w filmach
Zegary klapowe można znaleźć w wielu produkcjach filmowych takich jak: Zagubieni, czy Dzień świstaka.